# Monument aux morts d'Ouveillan
Le monument aux morts d’Ouveillan est situé sur le territoire de la commune d'Ouveillan, dans l’Aude.

## Historique
Ce monument a été inauguré en 1927 par Albert Sarraut, Maurice Sarraut et Léon Blum.
Le monument aux morts est inscrit au titre des monuments historiques le 18 octobre 2018. Il fait partie d'un ensemble de 42 monuments aux morts de la région Occitanie protégés à cette date pour leur valeur architecturale, artistique ou historique.

## Caractéristiques
Il s'agit d'un monument aux morts pacifiste conçu par le sculpteur René Iché pour honorer la mémoire des victimes de la Première Guerre mondiale. La sculpture s'intitule, Le Souvenir.

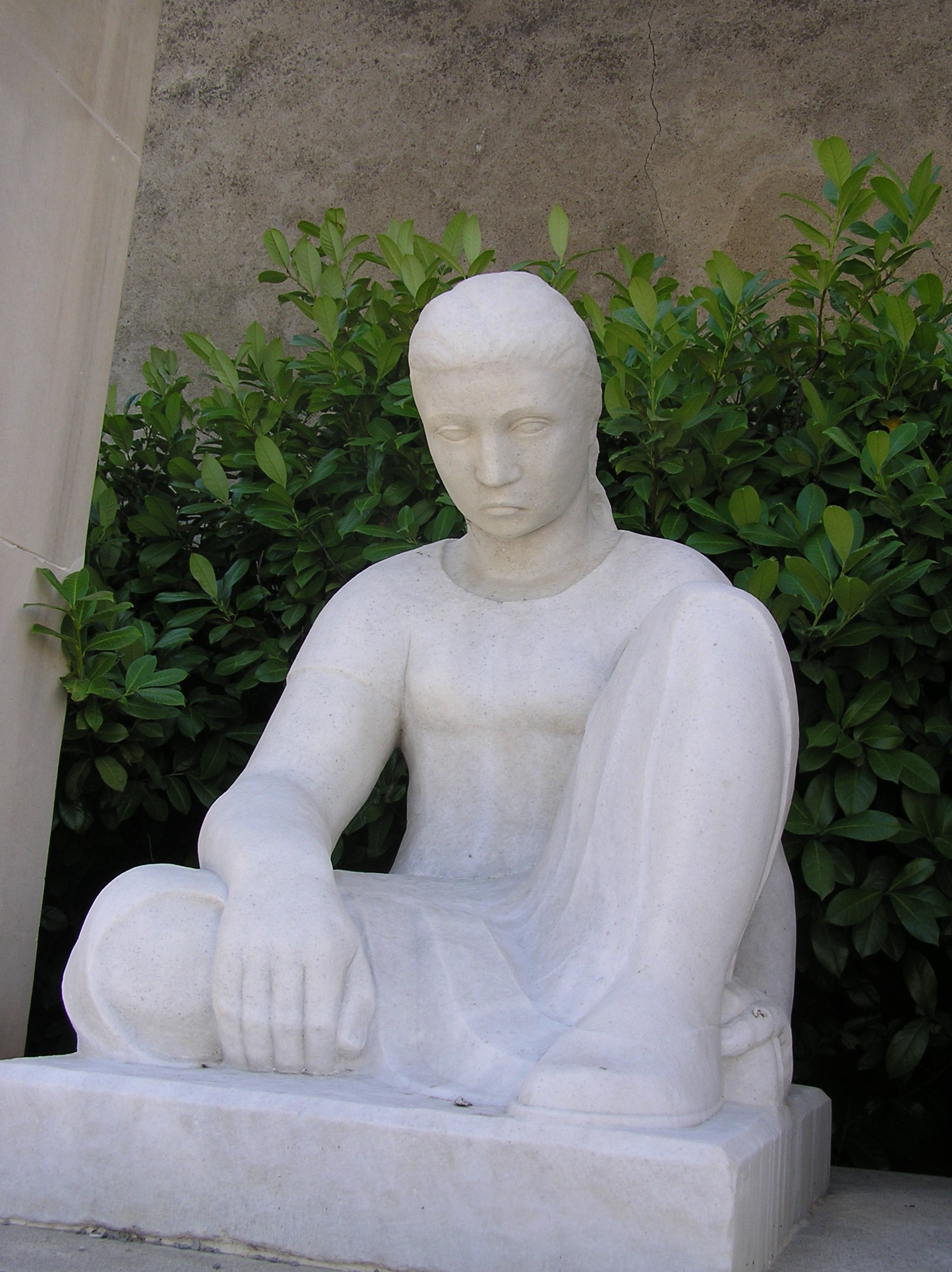
Le Souvenir, René Iché